# Николаевская епархия УПЦ МП
Никола́евская и Оча́ковская епа́рхия — епархия Украинской православной церкви с центром в городе Николаев.
Действует на территории Николаевского, Березанского, Очаковского, Витовского, Новоодесского, Баштанского, Снигиревского, Новобугского, Березнеговатского и Казанковского районов Николаевской области.

## История
Николаевское викариатство Херсонской епархии было учреждено 6 ноября 1913 года и просуществовало до конца Второй мировой войны.
Решением Священного синода Украинской православной церкви от 20 июня 1992 года была восстановлена Николаевская и Вознесенская епархия, теперь как самостоятельная, будучи выделена из Кировоградской.
25 августа 2012 года из состава Николаевской и Вознесенской епархии была выделена Вознесенская епархия, в связи с этим епархиальному архиерею Синод постановил именоваться Николаевский и Очаковский.

## Архипастыри
Николаевское викариатство Херсонской епархии
- Алексий (Баженов) (8 декабря 1913 — 24 декабря 1917)
- Прокопий (Титов) (8 февраля 1918—1921)
- Феодосий (Кирика) (14 октября 1933 — 23 мая 1937)

Николаевская епархия Украинской автономной православной церкви
- Серафим (Кушнерук) (21 июля — декабрь 1942)

Николаевская епархия
- Варфоломей (Ващук) (25 августа 1992 — 23 июня 1993)
- Питирим (Старинский) (с 22 июня 1993 года)

## Монастыри

### Мужской монастырь во имя святых царей Константина и Елены
Церковь равноапостольных Константина и Елены была построена в 1905 году на деньги прихожан. В годы советской власти церковь была действующей, разобрали только колокольню. Сейчас проводятся ремонтно-реставрационные работы по обновлению храма.
Монастырь создан из прихода решением Священного Синода от 29 июля 1998 года.
- Расположен по адресу: Украина, 57200, Николаевская область, Витовский район, село Константиновка

- Настоятель: архимандрит Варнава

### Свято-Михайловский Пелагеевский монастырь
- Создан в 1994 году. В хозяйстве имеется 90 га земли, сад, огород, пасека, коровы, лошадь, куры, гуси. Проводится летний лагерь для воспитанников воскресных школ.
- Расположен по адресу: Украина, 55622, Николаевская область, Новобугский район, село Пелагеевка.
- Настоятельница — монахиня Серафима (Шкара)

### Учебные заведения
- Николаевское духовное училище

### СМИ
- Газета «Голос Православия» (издаётся епархиальным управлением)